# Europameisterschaften im Wasserspringen 2012
Die Europameisterschaften im Wasserspringen 2012 wurden vom 15. bis 21. Mai 2012 im niederländischen Eindhoven ausgetragen. Veranstalter war die Ligue Européenne de Natation (LEN), Austragungsort war das Pieter van den Hoogenband-Schwimmstadion. Die Titelkämpfe sollten zunächst im Rahmen der Schwimmeuropameisterschaften stattfinden, mit den Wettbewerben im Becken- und Synchronschwimmen in Antwerpen und dem Wasserspringen in Eindhoven. Nach dem Rückzug Antwerpens und der Neuvergabe der Beckenwettbewerbe an Debrecen fanden die Wettbewerbe im Wasserspringen als eigenständige kontinentale Titelkämpfe statt.
Es wurden elf Wettbewerbe ausgetragen, jeweils für Frauen und Männer Kunstspringen vom 1-m- und 3-m-Brett, Turmspringen vom 10-m-Turm sowie 3-m- und 10-m-Synchronspringen. Hinzu kam ein Teamwettbewerb, bei dem Paarungen aus jeweils einer Frau und einem Mann gegeneinander antraten.

## Teilnehmer
Es haben 112 Athleten aus 18 Ländern teilgenommen.
| Teilnehmende Nationen (mit Anzahl der Teilnehmer)                                 | Teilnehmende Nationen (mit Anzahl der Teilnehmer)                  | Teilnehmende Nationen (mit Anzahl der Teilnehmer)               | Teilnehmende Nationen (mit Anzahl der Teilnehmer) | Teilnehmende Nationen (mit Anzahl der Teilnehmer) |
| --------------------------------------------------------------------------------- | ------------------------------------------------------------------ | --------------------------------------------------------------- | ------------------------------------------------- | ------------------------------------------------- |
| Deutschland (11) Finnland (4) Frankreich (7) Griechenland (4) Großbritannien (13) | Italien (12) Niederlande (7) Norwegen (4) Österreich (3) Polen (4) | Rumänien (2) Russland (13) Schweden (6) Schweiz (1) Spanien (2) | Ukraine (9) Ungarn (6) Belarus (6)                |                                                   |

## Ergebnisse

### Frauen

#### Einzel

##### 1 Meter
| Platz | Land           | Sportler                | Punkte |
| ----- | -------------- | ----------------------- | ------ |
| 1     | Schweden       | Anna Lindberg           | 301,35 |
| 2     | Italien        | Tania Cagnotto          | 281,30 |
| 3     | Russland       | Nadeschda Baschina      | 275,15 |
| 4     | Deutschland    | Uschi Freitag           | 269,95 |
| 5     | Russland       | Anastassija Posdnjakowa | 259,45 |
| 6     | Deutschland    | Katja Dieckow           | 254,70 |
| 7     | Italien        | Francesca Dallapé       | 251,50 |
| 8     | Niederlande    | Inge Jansen             | 247,45 |
| 9     | Frankreich     | Marion Farissier        | 242,75 |
| 10    | Großbritannien | Rhea Gayle              | 242,70 |
| 11    | Großbritannien | Alicia Blagg            | 235,05 |
| 12    | Ukraine        | Hanna Pysmenska         | 229,95 |

Vorkampf und Finale am 18. Mai 2012
 Sophie Somloi belegte mit 229,50 Punkten im Vorkampf Rang 13.

##### 3 Meter
| Platz | Land           | Sportler                | Punkte |
| ----- | -------------- | ----------------------- | ------ |
| 1     | Schweden       | Anna Lindberg           | 342,75 |
| 2     | Deutschland    | Uschi Freitag           | 321,40 |
| 3     | Ukraine        | Olena Fedorowa          | 315,00 |
| 4     | Italien        | Tania Cagnotto          | 307,65 |
| 5     | Russland       | Anastassija Posdnjakowa | 304,65 |
| 6     | Deutschland    | Nora Subschinski        | 298,20 |
| 7     | Großbritannien | Rebecca Gallantree      | 286,40 |
| 8     | Italien        | Francesca Dallapé       | 281,20 |
| 9     | Großbritannien | Hannah Starling         | 280,70 |
| 10    | Ungarn         | Nóra Barta              | 268,45 |
| 11    | Niederlande    | Inge Jansen             | 263,55 |
| 12    | Frankreich     | Marion Farissier        | 259,70 |

Vorkampf und Finale am 19. Mai 2012
 Sophie Somloi belegte mit 204,90 Punkten im Vorkampf Rang 23.
Anna Lindberg verteidigte souverän den Titel aus dem Vorjahr und gewann ihre insgesamt sechste EM-Goldmedaille. Uschi Freitag errang mit Silber ihre erste internationale Medaille in einem Einzelwettbewerb.

##### 10 Meter
| Platz | Land           | Sportler             | Punkte |
| ----- | -------------- | -------------------- | ------ |
| 1     | Ukraine        | Julija Prokoptschuk  | 321,55 |
| 2     | Italien        | Noemi Bátki          | 315,60 |
| 3     | Deutschland    | Maria Kurjo          | 312,65 |
| 4     | Deutschland    | Nora Subschinski     | 301,70 |
| 5     | Großbritannien | Monique Gladding     | 300,70 |
| 6     | Frankreich     | Audrey Labeau        | 300,25 |
| 7     | Russland       | Natalja Gontscharowa | 293,75 |
| 8     | Großbritannien | Stacie Powell        | 292,15 |
| 9     | Frankreich     | Laura Marino         | 275,50 |
| 10    | Russland       | Julija Koltunowa     | 274,65 |
| 11    | Rumänien       | Mara Elena Aiacoboae | 272,70 |
| 12    | Finnland       | Iira Laatunen        | 214,80 |

Vorkampf und Finale am 16. Mai 2012

#### Synchron

##### 3 Meter
| Platz | Land           | Sportler                                   | Punkte |
| ----- | -------------- | ------------------------------------------ | ------ |
| 1     | Italien        | Tania Cagnotto Francesca Dallapé           | 325,50 |
| 2     | Ukraine        | Olena Fedorowa Hanna Pysmenska             | 302,10 |
| 3     | Deutschland    | Katja Dieckow Uschi Freitag                | 296,70 |
| 4     | Russland       | Anastassija Posdnjakowa Swetlana Filippowa | 295,80 |
| 5     | Großbritannien | Alicia Blagg Rebecca Gallantree            | 258,90 |
| 6     | Ungarn         | Flóra Gondos Zsófia Reisinger              | 251,07 |
| 7     | Schweden       | Julia Lönnegren Daniella Nero              | 244,86 |
| 8     | Niederlande    | Inge Jansen Celine van Duijn               | 242,22 |

Vorkampf und Finale am 20. Mai 2012
Das Duo Tania Cagnotto und Francesca Dallapé gewann bereits zum vierten Mal in Folge den Titel im 3-m-Synchronspringen.

##### 10 Meter
| Platz | Land           | Sportler                                | Punkte |
| ----- | -------------- | --------------------------------------- | ------ |
| 1     | Großbritannien | Sarah Barrow Tonia Couch                | 319,56 |
| 2     | Ukraine        | Julija Prokoptschuk Wiktorija Potechina | 310,86 |
| 3     | Deutschland    | Nora Subschinski Christin Steuer        | 303,93 |
| 4     | Frankreich     | Laura Marino Audrey Labeau              | 290,31 |
| 5     | Russland       | Julija Koltunowa Jekaterina Petuchowa   | 288,54 |
| 6     | Ungarn         | Villő Kormos Zsófia Reisinger           | 260,16 |

Vorkampf und Finale am 17. Mai 2012

### Männer

#### Einzel

##### 1 Meter
| Platz | Land        | Sportler          | Punkte |
| ----- | ----------- | ----------------- | ------ |
| 1     | Ukraine     | Illja Kwascha     | 430,50 |
| 2     | Russland    | Jewgeni Kusnezow  | 412,65 |
| 3     | Frankreich  | Matthieu Rosset   | 403,95 |
| 4     | Spanien     | Javier Illana     | 395,30 |
| 5     | Deutschland | Pavlo Rozenberg   | 382,45 |
| 6     | Russland    | Juri Kunakow      | 379,20 |
| 7     | Ukraine     | Oleksij Pryhorow  | 368,85 |
| 8     | Polen       | Andrzej Rzeszutek | 357,05 |
| 9     | Italien     | Giovanni Tocci    | 334,50 |
| 10    | Belarus     | Youheni Karaliou  | 308,85 |
| 11    | Deutschland | Oliver Homuth     | 303,75 |
| 12    | Niederlande | Yorick de Bruijn  | 295,00 |

Vorkampf und Finale am 17. Mai 2012
 Constantin Blaha belegte mit 309,15 Punkten im Vorkampf Rang 18.

 Andrea Aloisio belegte mit 281,45 Punkten im Vorkampf Rang 21.

 Fabian Brandl belegte mit 248,35 Punkten im Vorkampf Rang 26.

##### 3 Meter
| Platz | Land           | Sportler            | Punkte |
| ----- | -------------- | ------------------- | ------ |
| 1     | Frankreich     | Matthieu Rosset     | 504,00 |
| 2     | Deutschland    | Patrick Hausding    | 502,75 |
| 3     | Russland       | Ilja Sacharow       | 493,80 |
| 4     | Russland       | Jewgeni Kusnezow    | 492,45 |
| 5     | Ukraine        | Illja Kwascha       | 486,50 |
| 6     | Großbritannien | Jack Laugher        | 475,75 |
| 7     | Deutschland    | Sascha Klein        | 439,95 |
| 8     | Großbritannien | Christopher Mears   | 417,45 |
| 9     | Spanien        | Javier Illana       | 412,95 |
| 10    | Griechenland   | Stefanos Paparounas | 408,55 |
| 11    | Niederlande    | Yorick de Bruijn    | 389,10 |
| 12    | Frankreich     | Damien Cély         | 308,10 |

Vorkampf und Finale am 17. Mai 2012
 Constantin Blaha belegte mit 364,60 Punkten im Vorkampf Rang 16.

 Fabian Brandl belegte mit 301,70 Punkten im Vorkampf Rang 22.

 Andrea Aloisio belegte mit 291,25 Punkten im Vorkampf Rang 23.
Matthieu Rosset gewann seinen ersten Europameistertitel.

##### 10 Meter
| Platz | Land           | Sportler             | Punkte |
| ----- | -------------- | -------------------- | ------ |
| 1     | Großbritannien | Tom Daley            | 565,05 |
| 2     | Russland       | Wiktor Minibajew     | 515,40 |
| 3     | Russland       | Gleb Galperin        | 511,55 |
| 4     | Ukraine        | Olexandr Bondar      | 511,20 |
| 5     | Ukraine        | Anton Sacharow       | 483,90 |
| 6     | Italien        | Andrea Chiarabini    | 433,90 |
| 7     | Schweden       | Christofer Eskilsson | 417,75 |
| 8     | Belarus        | Wadim Kaptur         | 407,15 |
| 9     | Italien        | Francesco Dell’Uomo  | 384,00 |
| 10    | Belarus        | Timofei Hordejtschik | 379,45 |
| 11    | Schweden       | Jesper Tolvers       | 376,45 |
| 12    | Norwegen       | Amund Gismervik      | 355,40 |

Vorkampf und Finale am 20. Mai 2012
Tom Daley sprang überlegen zu seinem zweiten EM-Titel, nachdem der Titelverteidiger und Mitfavorit Sascha Klein verletzungsbedingt nicht teilnehmen konnte.

#### Synchron

##### 3 Meter
| Platz | Land           | Sportler                              | Punkte |
| ----- | -------------- | ------------------------------------- | ------ |
| 1     | Russland       | Ilja Sacharow Jewgeni Kusnezow        | 445,92 |
| 2     | Deutschland    | Patrick Hausding Stephan Feck         | 433,68 |
| 3     | Ukraine        | Illja Kwascha Oleksij Pryhorow        | 432,48 |
| 4     | Frankreich     | Damien Cély Matthieu Rosset           | 404,43 |
| 5     | Großbritannien | Christopher Mears Nick Robinson-Baker | 390,84 |
| 6     | Belarus        | Andrei Pawluk Youheni Karaliou        | 356,28 |
| 7     | Italien        | Nicola Marconi Tommaso Marconi        | 329,16 |
| 8     | Niederlande    | Yorick de Bruijn Ramon de Meijer      | 308,79 |

Vorkampf und Finale am 18. Mai 2012
Mit dem Sieg von Ilja Sacharow und Jewgeni Kusnezow setzten sich die Favoriten souverän durch und verteidigten den Titel aus dem Vorjahr.

##### 10 Meter
| Platz | Land        | Sportler                                | Punkte |
| ----- | ----------- | --------------------------------------- | ------ |
| 1     | Deutschland | Sascha Klein Patrick Hausding           | 463,08 |
| 2     | Russland    | Ilja Sacharow Wiktor Minibajew          | 458,07 |
| 3     | Ukraine     | Olexandr Bondar Oleksandr Horschkowosow | 437,79 |
| 4     | Belarus     | Wadim Kaptur Timofei Hordejtschik       | 394,17 |
| 5     | Schweden    | Jesper Tolvers Christofer Eskilsson     | 373,14 |
| 6     | Italien     | Francesco Dell’Uomo Maicol Verzotto     | 371,28 |

Vorkampf und Finale am 19. Mai 2012
Sascha Klein und Patrick Hausding haben damit zum fünften Mal in Folge den Titel im 10-m-Synchronspringen gewonnen und sind jetzt die erfolgreichsten Teilnehmer in Synchronwettbewerben bei Europameisterschaften.

### Team
| Platz | Land           | Sportler                             | Punkte |
| ----- | -------------- | ------------------------------------ | ------ |
| 1     | Frankreich     | Audrey Labeau Matthieu Rosset        | 416,50 |
| 2     | Ukraine        | Olena Fedorowa Olexandr Bondar       | 387,85 |
| 3     | Russland       | Nadeschda Baschina Artem Tschessakow | 384,30 |
| 4     | Deutschland    | Nora Subschinski Sascha Klein        | 378,35 |
| 5     | Belarus        | Alena Chamulkina Wadim Kaptur        | 340,30 |
| 6     | Großbritannien | Rebecca Gallantree Tom Daley         | 327,90 |
| 7     | Italien        | Noemi Bátki Michele Benedetti        | 325,85 |
| 8     | Niederlande    | Cindy Hertogs Joey van Etten         | 307,90 |

Datum: 15. Mai 2012

## Medaillenspiegel
| Platz  | Land           | Gold | Silber | Bronze | Gesamt |
| ------ | -------------- | ---- | ------ | ------ | ------ |
| 1      | Ukraine        | 2    | 3      | 3      | 8      |
| 2      | Frankreich     | 2    | –      | 1      | 3      |
| 3      | Großbritannien | 2    | –      | –      | 2      |
|        | Schweden       | 2    | –      | –      | 2      |
| 5      | Russland       | 1    | 3      | 4      | 8      |
| 6      | Deutschland    | 1    | 3      | 3      | 7      |
| 7      | Italien        | 1    | 2      | –      | 3      |
| Gesamt | Gesamt         | 11   | 11     | 11     | 33     |